# ICE International

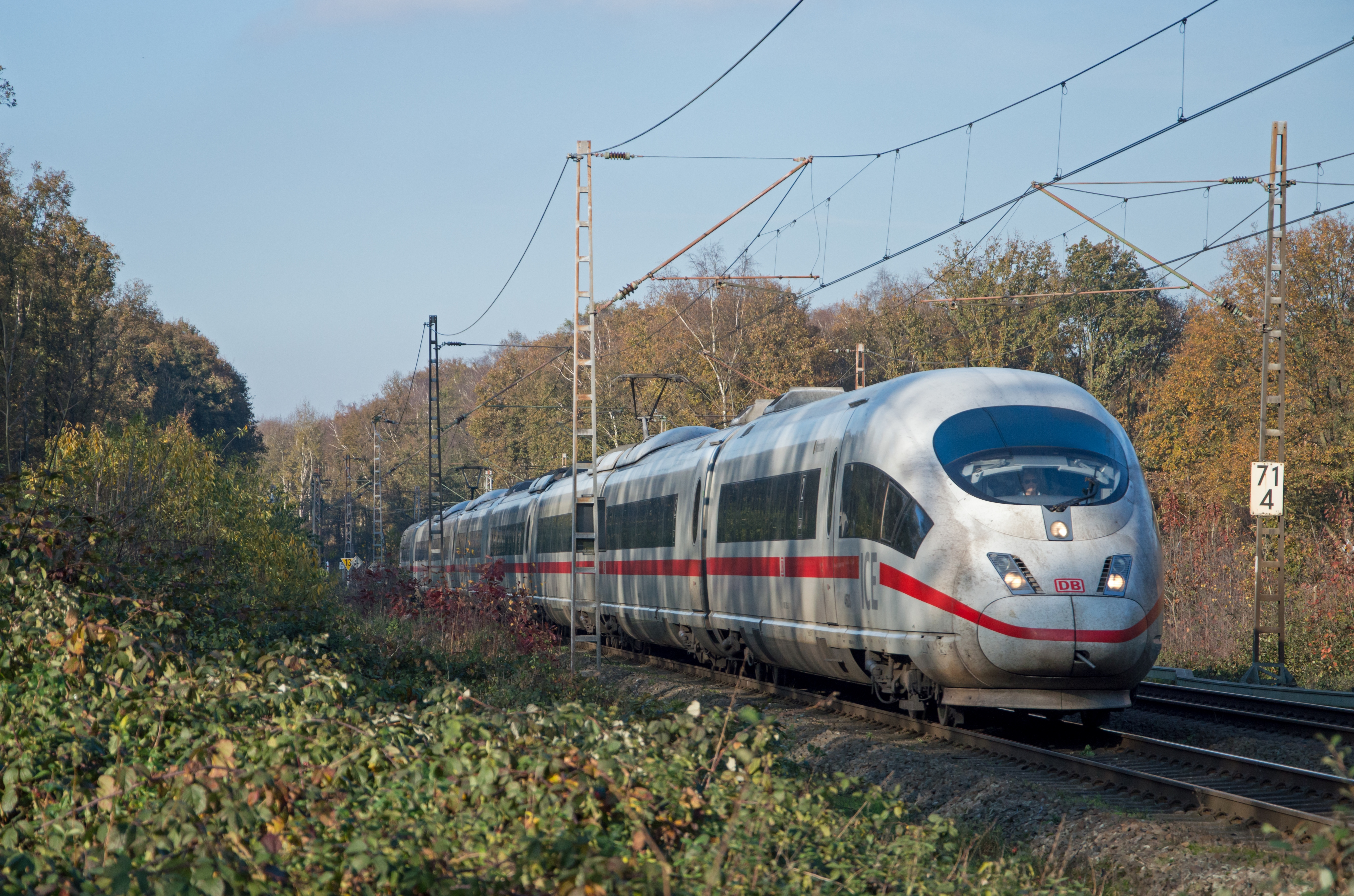
Un ICE International près de la frontière germano-néerlandaise, à Emmerich am Rhein.

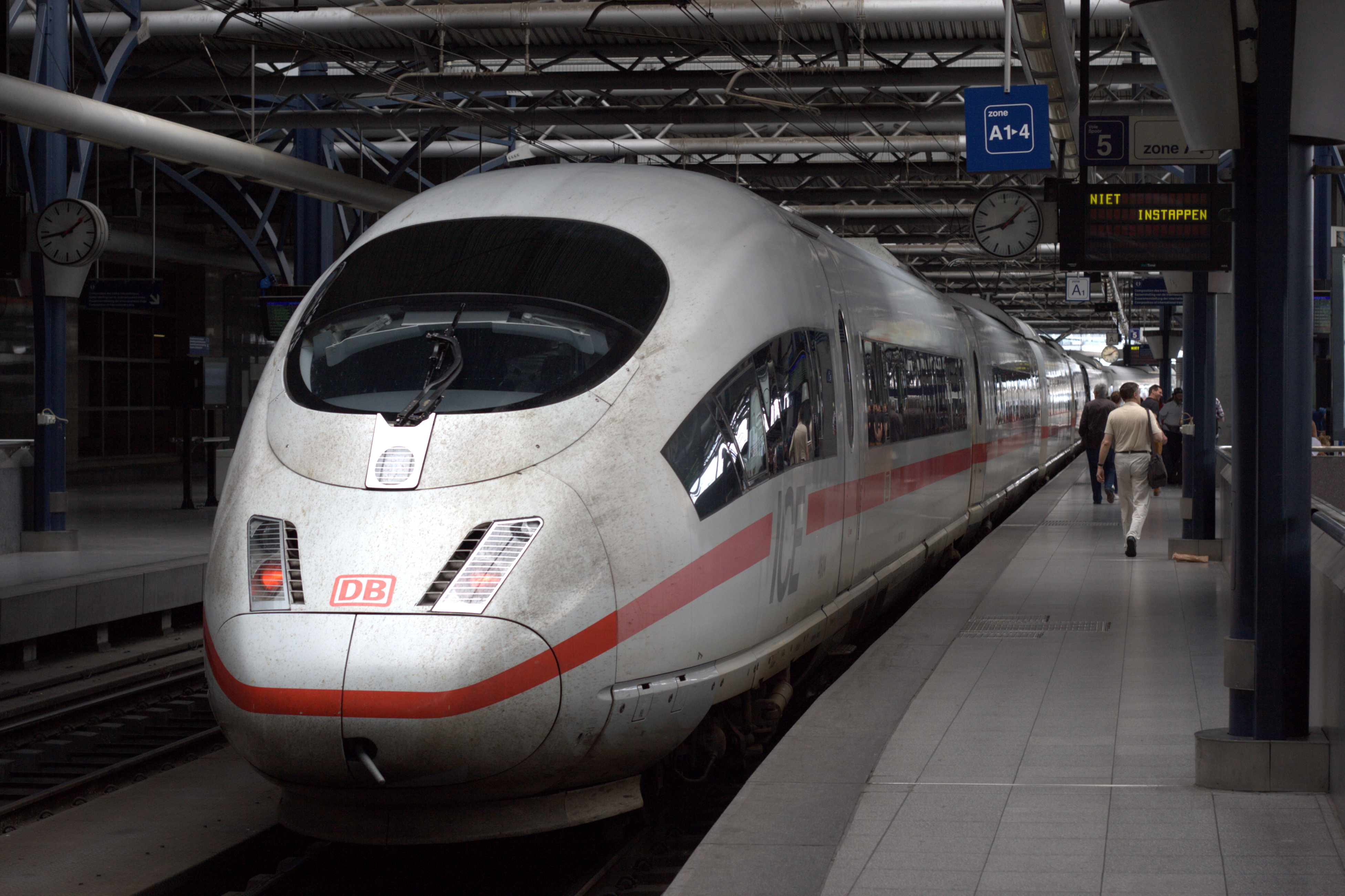
Un ICE International en gare de Bruxelles-Midi.

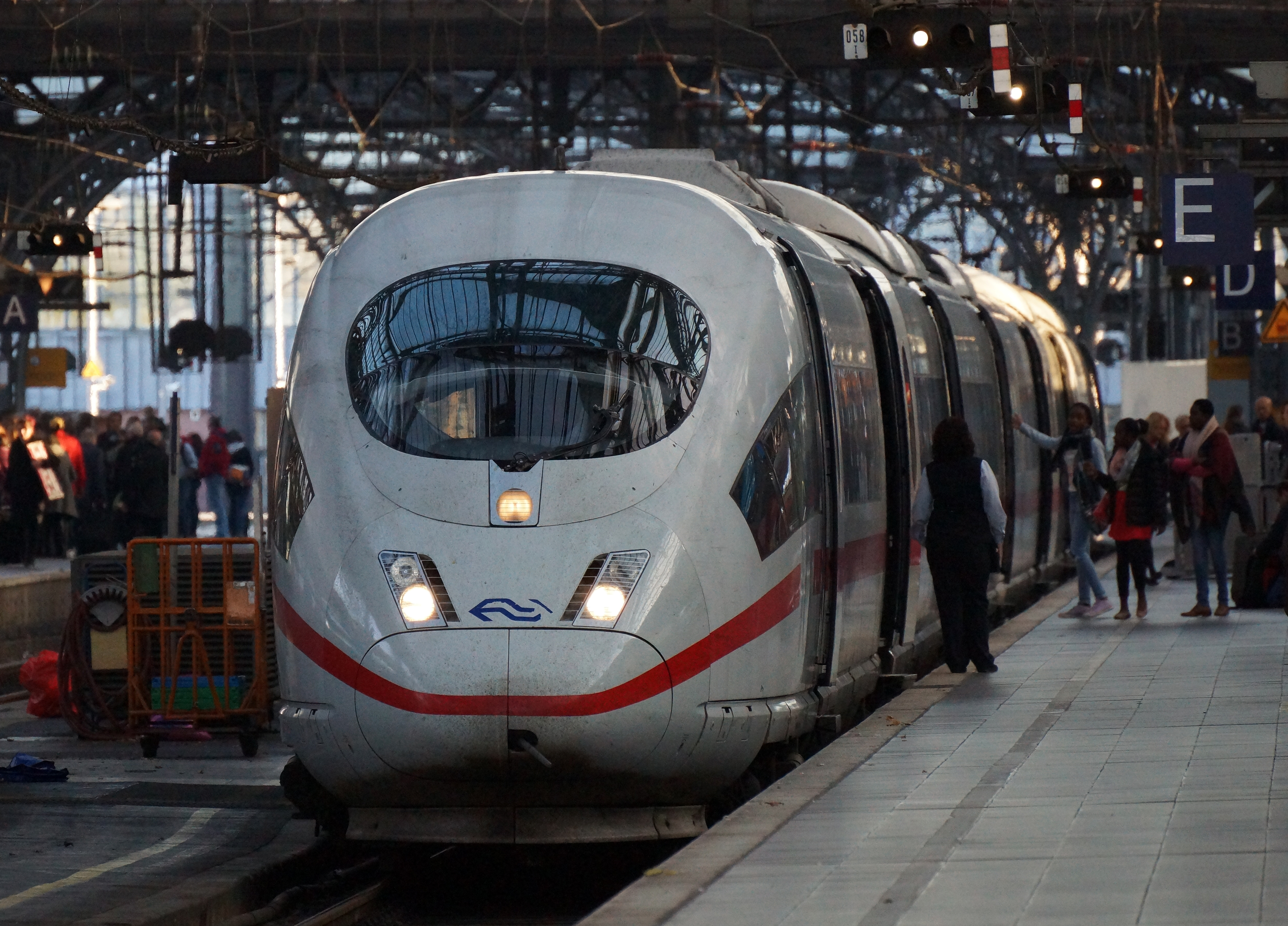
Un ICE International pour Bruxelles, à la gare centrale de Cologne.

L'ICE International est un service ferroviaire de la Deutsche Bahn et des Nederlandse Spoorwegen, qui assure la liaison entre Francfort-sur-le-Main, Bruxelles et Amsterdam. Le matériel utilisé est l'ICE 3 neo (depuis juin 2024). Le transport de vélos est possible depuis août 2024.

## Parcours
- Francfort-sur-le-Main
- Aéroport de Francfort-sur-le-Main
- Limbourg-Sud
- Montabaur
- Siegburg/Bonn
- Aéroport de Cologne/Bonn
- Cologne

Branche néerlandaise
- Düsseldorf
- Duisbourg
- Oberhausen
- Arnhem
- Utrecht
- Amsterdam

Branche belge
- Aix-la-Chapelle
- Liège-Guillemins
- Bruxelles-Nord
- Bruxelles-Midi

En Allemagne, le train emprunte la LGV Cologne – Francfort jusqu'à Cologne ; puis, la branche Belgique emprunte la ligne Cologne – Aix-la-Chapelle. En Belgique, le train emprunte la LGV 3 jusqu'à Liège, puis emprunte la LGV 2.